# Eulocastra argentisparsa
Eulocastra argentisparsa là một loài bướm đêm trong họ Noctuidae.